# Carl Techet
Carl Techet (Bécs, 1877. február 27. – Bécs, 1920. január 19.) osztrák balliberális szatirikus író, aki kritikus írásai miatt többször is száműzetésbe kényszerült. Fő műve a Tirolt kifigurázó Tirol ohne Maske, amely a maga idejében csak Münchenben jelenhetett meg. Tőle származik az ismert mondás, hogy "egyetlen európait ismertem: az ázsiai zsidót".

## Élete
Carl Techet 1877-ben született bécsi polgári családban. Nevének eredete vitatott: a család valószínűleg francia származású, de vallási okokból elhagyni kényszerült a 18. század végén Franciaországot, és a Habsburg Monarchia területén telepedett le. Carl Techet Bécsben természettudományt hallgatott, majd 1903-tól 1905-ig Triesztben volt a Zoológiai Intézet tudományos munkatársa. Az itt kifejtett republikánus, egyházkritikus nézetei miatt - büntetésből - az akkor még elmaradott tiroli Kufsteinba helyezték át tanítónak. Sepp Schluiferer álnéven itt írta Tirolról szóló gúnyrajzát, amit csak Münchenben tudott 1909-ben kiadatni. A könyv hatalmas botrányt kavart, a helyi keresztényszociális körök a fiatal tanár távozását sürgették. A lincshangulat elől Münchenbe menekült. A könyv óriási sikert aratott egyébként: 1925-ig tíz kiadást élt meg, Tirolban viszont csak a nyolcvanas években lehetett először kapni, akkor a baloldali innsbrucki underground világ egyik kultikus művévé vált a kis könyvecske. Carl Techetet 1910-ben a botrány miatt Morvaországba száműzték. Ekkoriban már komoly egészségi problémái voltak. 1915-ben végleg betegállományba helyezték, majd 1920-ban, 43 évesen, Bécsben elhunyt.

## Művei
- Aus meiner kleinen Welt. Von Pflanzen, Tieren, Menschen. Feuer-Verlag, Leipzig, 1924
- Fern von Europa. Kurze Geschichten in finsteren Breiten; Schilderung von Land und Leuten von nicht alltäglicher satirischer Art. Edition Löwenzahn, Innsbruck, 1992, ISBN 3-900521-20-4 (Repr. d. Ausg. München, 1909)
- Das Geheimnis der Ruine Szipar. Verlag Joachim, München, 1918
- Menschen ohne Lachen. Eine Philistergeschichte aus stillen Tagen. Verlag Joachim, München, 1919
- Sonderbar und dennoch wahr. Kurze Geschichten. Verlag Joachim, München, 1918
- Unselige Liebe. Roman. Verlag Joachim, Leipzig, 1922
- Völker, Vaterländer und Fürsten. Ein Beitrag zur Entwicklung Europas. Verlag Joachim Verlag, München, 1913
- Vom toten Österreich. Satiren. Verlag Joachim, Leipzig, 1922
- Wie sie sind. Ein Frauenbuch für Männer. Verlag Joachim, München, 1919